# 스웨덴군
스웨덴군(스웨덴어: Försvarsmakten)은 스웨덴의 더 넓은 관심사를 홍보하고, 국제 평화 유지를 지원하고, 인도주의적인 원조를 제공하는 것뿐만 아니라 국가의 방위를 임무로 하는 스웨덴군을 구성하는 정부 기관이다. 군사 예비군인 가정 경비대뿐만 아니라 스웨덴 육군, 스웨덴 해군, 그리고 스웨덴 공군으로 구성되어 있다. 1994년 이래로, 비록 개별적인 군대가 그것들의 독특한 정체성을 유지하지만, 모든 스웨덴군은 최고 사령관에 의해 이끌어지는 하나의 통합된 정부 기관 내에서 조직된다.
스웨덴군은 2022년 현재 24,400명의 현역병, 11,400명의 예비군, 21,500명의 국내 경비병, 5,200명의 추가 징집병으로 구성되어 있다.
스웨덴군은 현재 몇몇 국제적 작전에 적극적으로 또는 군사 관측자로서 배치되어 있는데, 여기에는 결의 지원 임무의 일부로서 그리고 코소보 (코소보군의 일부로서), 아프가니스탄이 포함된다. 게다가, 스웨덴군은 북유럽 전투 그룹을 통해 약 3년에 한 번씩 EU 전투단의 선두 국가로서 기여한다. 스웨덴은 NATO 및 NATO 회원국들과 긴밀한 관계를 맺고 있으며, 핏카 제독 챌린지와 2018 연습 삼지창 훈련에 참여한다. 스웨덴은 또한 북유럽 국방 협력체와 연습 북풍 2019년과 같은 연합 훈련의 일부로서 북유럽 국가들의 가장 가까운 동맹국들과 강력한 협력을 맺고 있다.
비록 유엔의 깃발 아래, 스웨덴군이 콩고 위기와 리비아에 대한 군사적 개입과 같은 갈등에 관여했지만, 스웨덴은 1814년 스웨덴-노르웨이 전쟁 이후부터 중립 정책을 표명하면서 한동안 공식적으로 선언된 전쟁에 참여하지 않았다. 그러다가 2024년 3월 7일에 북대서양 조약 기구(NATO)에 가입하면서 중립 정책에 종언을 고했다.

## 역사
제1차 세계 대전 동안 준비 태세가 강화된 기간 후, 스웨덴군은 전간기 동안 심각한 인원 감축의 대상이 되었다. 제2차 세계 대전이 시작되었을 때, 계급을 채우기 위해 대중적인 남성 징집에 의존하여 스웨덴의 중립을 다시 한번 지키기 위한 대규모 재무장 프로그램이 시작되었다.
제2차 세계 대전 이후, 스웨덴은 소련의 침공을 저지하기 위해 핵무기를 만드는 것을 고려했다. 1945년부터 1972년까지 스웨덴 정부는 스웨덴 국방 연구소에서 민방위 연구라는 미명하에 비밀 핵무기 프로그램을 운영했다. 1950년대 후반까지, 그 작업은 지하 실험이 가능한 지경에 이르렀다. 그러나, 그 당시에, 스웨덴 의회는 연구가 핵 공격에 대한 방어 목적으로만 이루어져야 한다고 약속하면서 핵무기의 연구와 개발을 금지했다. 개발을 계속하기 위한 옵션은 1966년에 포기되었고, 스웨덴은 그 후 1968년에 핵확산방지조약에 서명했다. 그 프로그램은 마침내 1972년에 체결되었다.
냉전 동안, 전시 대량 징병제는 스웨덴에 가장 큰 군사적 위협으로 보이는 소련에 대한 억제책으로 작용하기 위해 유지되었다. 냉전의 종료와 소련의 붕괴는 2010년에 비활성화될 때까지 징병제가 점점 더 적은 수의 신병을 수용하면서, 지각된 위협이 감소하고 군대가 축소되었다는 것을 의미했다.
스웨덴은 중립국으로 남아 있었지만 1994년 평화를 위한 동반자 협정 이후 나토와 협력해왔다. 스웨덴은 2014년 NATO의 웨일스 정상회의에서 러시아의 크림반도 합병과 우크라이나 분쟁 개입과 동시에 강화 기회 파트너 지위를 부여받은 5개 파트너 국가 중 하나였다.
2008년 러시아-조지아 전쟁과 2014년 우크라이나 사건은 러시아의 군사력 증강과 의도에 대한 우려가 커지면서 스웨덴의 논쟁을 점차 국방비 지출 증가를 지지하는 쪽으로 전환시켰다. 징병제는 복무에 등록하는 자원봉사자의 부족한 수를 보충하기 위해 2017년에 다시 도입되었다. 과거와 달리, 현재의 징병제는 남성과 여성 모두에게 적용된다.
2020년 영국이 유럽 연합을 탈퇴함에 따라 유럽 연합의 상호방위조항(리스본 조약 제42.7조)은 영국에 적용이 중단되었다. 2022년 스웨덴과 영국은 상호안보협정을 체결하면서 어느 한 국가가 공격을 받을 경우 지원을 다시 약속하였다.
2022년 6월 29일, 스웨덴은 러시아의 우크라이나 침공의 여파에 따른 유럽의 안보 환경 변화를 고려하여 핀란드와 함께 공식적으로 NATO 가입을 신청했다. 그 뒤 NATO 회원국들의 비준 과정을 거쳐 2024년 3월 7일에 NATO에 정식 가입했다.

## 인원

### 국가 봉사에서 전 자원 봉사자로
1995년 중반, 스웨덴 육군은 보편적 군사훈련에 기초한 국가복무제도로 15개 기동여단과 그 외에 동원시간이 1~2일인 다양한 종류의 100개 대대(포병, 공병, 레인저, 방공, 수륙양용, 보안, 감시 등)로 구성되었다. 국가복무가 선택복무제로 대체되자, 군대 규모의 축소로 인해 점점 더 적은 수의 청년들이 징집되었다. 2010년까지 스웨덴 육군은 90일 이내에 동원할 수 있는 2개 대대를 보유하게 되었다. 2019년까지 자원봉사제도가 완전히 시행되었을 때, 육군은 7개 기동대대대와 1주일의 준비태세를 갖춘 다양한 종류의 14개 대대로 구성되었다. 가정방위군은 22,000명으로 규모가 축소되었다. 2019년에 자원봉사대와 결합된 국가복무제도가 복원된 스웨덴군은 2025년까지 3개 여단을 기동부대로 확장하는 것을 목표로 하였다.

### 징병제 재시행
평시에 징병제를 폐지했을 뿐만 아니라 2010년에 보편적인 남성 징병제를 종료한 후, 징병제는 2017년에 다시 활성화되었다. 2018년 이래로 여성과 남성 모두 동등한 조건으로 징병된다. 징병제를 다시 활성화하게 된 동기는 자원봉사자 숫자가 군대를 유지하기에 불충분하다는 것이 증명되었기 때문에 인력에 대한 필요였다.
스웨덴 국방군은 현재 매년 5,000-6,000명의 징집병을 교육하고 있다. 그러나 러시아의 우크라이나 침공 이후 국방군은 현재보다 상당히 더 많은 것이 필요하다고 말했다. 2022년 12월까지 연간 징집병을 2035년 말까지 10,000명으로 늘리겠다고 발표되었다. 또한 2022년 수치는 스웨덴인의 79%가 어떤 형태로든 징집병을 지지하며 이는 징집병의 수가 증가했음을 보여준다. 응답자의 47%가 19세/20세의 대다수가 징집을 수행해야 한다고 말했다.